# Отто Кунц
Отто Кунц (нім. Otto Cuntz; 10 вересня 1865, Щецин — 1 грудня 1932, Ґрац) — німецько-австрійський історик, який спеціалізувався на античній географії та топографії.

## Біографія
Навчався в університетах Цюриха, Страсбурга та Бонна, де його викладачами були Генріх Ніссен, Франц Бюхелер та Герман Усенер. Після закінчення навчання в 1888 році він продовжив освіту в Берліні як учень Отто Гіршфельда і Райнгарда Кекуле фон Страдоніца. У 1892 році він здійснив тривалу навчальну поїздку до Італії, Греції, Іспанії та Франції, а потім у 1894 році здобув габілітацію в Страсбурзькому університеті. У 1898 році він став доцентом, а через шість років був призначений постійним професором римської історії в Ґрацькому університеті. У 1920 році став членом-кореспондентом Австрійської академії наук.

## Праці
- «De Augusto Plinii Geographicorum auctore» (Бонн, 1888)
- «Agrippa und Augustus als Quellenschriftsteller des Plinius in den geographischen Büchern der Naturalis historia». В: Jahrbücher für classische Philologie. 17. Supplementband» (1890)
- «Beiträge zur Textkritik des Itinerarium Antonini» (1893)
- «Patrum Nicaenorum nomina Latine Graece Coptice Syriace Arabice Armeniace» (1898)
- «Polybius und sein Werk» (1902 )
- «Die Geographie des Ptolemaeus, Galliae, Germania, Raetia, Noricum, Pannoniae, Illyricum, Italia. Handschriften, Text und Untersuchung» (1923)[2]